# Phyllobrotica vittata
Phyllobrotica vittata är en skalbaggsart som beskrevs av Horn 1893. Phyllobrotica vittata ingår i släktet Phyllobrotica och familjen bladbaggar. Inga underarter finns listade i Catalogue of Life.